# Willa Cather
Willa Sibert Cather (/ˈkæðər/; nascida Wilella Sibert Cather 7 de dezembro de 1873 – 24 de abril de 1947) foi uma escritora americana conhecida por seus romances sobre a vida nas Grandes Planícies, incluindo O Pioneers!, The Song of the Lark e My Ántonia. Em 1923, recebeu o Prémio Pulitzer por One of Ours (1922), um romance ambientado durante a Primeira Guerra Mundial.
Willa Cather e sua família se mudaram da Virgínia para o Condado de Webster, Nebraska, quando ela tinha nove anos. A família mais tarde se estabeleceu na cidade de Red Cloud. Pouco depois de se formar na Universidade de Nebraska–Lincoln, Cather se mudou para Pittsburgh por dez anos, sustentando-se como editora de revista e professora de inglês do ensino médio. Aos 33 anos, ela se mudou para a cidade de Nova York, sua casa principal pelo resto de sua vida, embora também tenha viajado muito e passado um tempo considerável em sua residência de verão na Ilha Grand Manan, New Brunswick. Ela passou os últimos 39 anos de sua vida com sua parceira doméstica, Edith Lewis, antes de ser diagnosticada com câncer de mama e morrer de hemorragia cerebral. Cather e Lewis estão enterrados juntos em Jaffrey, New Hampshire.
Cather alcançou reconhecimento como romancista da experiência de fronteira e pioneira. Ela escreveu sobre o espírito daqueles colonos que se mudavam para os estados ocidentais, muitos deles imigrantes europeus no século XIX. Temas comuns em seu trabalho incluem nostalgia e exílio. Um senso de lugar é um elemento importante na ficção de Cather: paisagens físicas e espaços domésticos são para Cather presenças dinâmicas contra as quais seus personagens lutam e encontram comunidade.

## Início da vida e educação

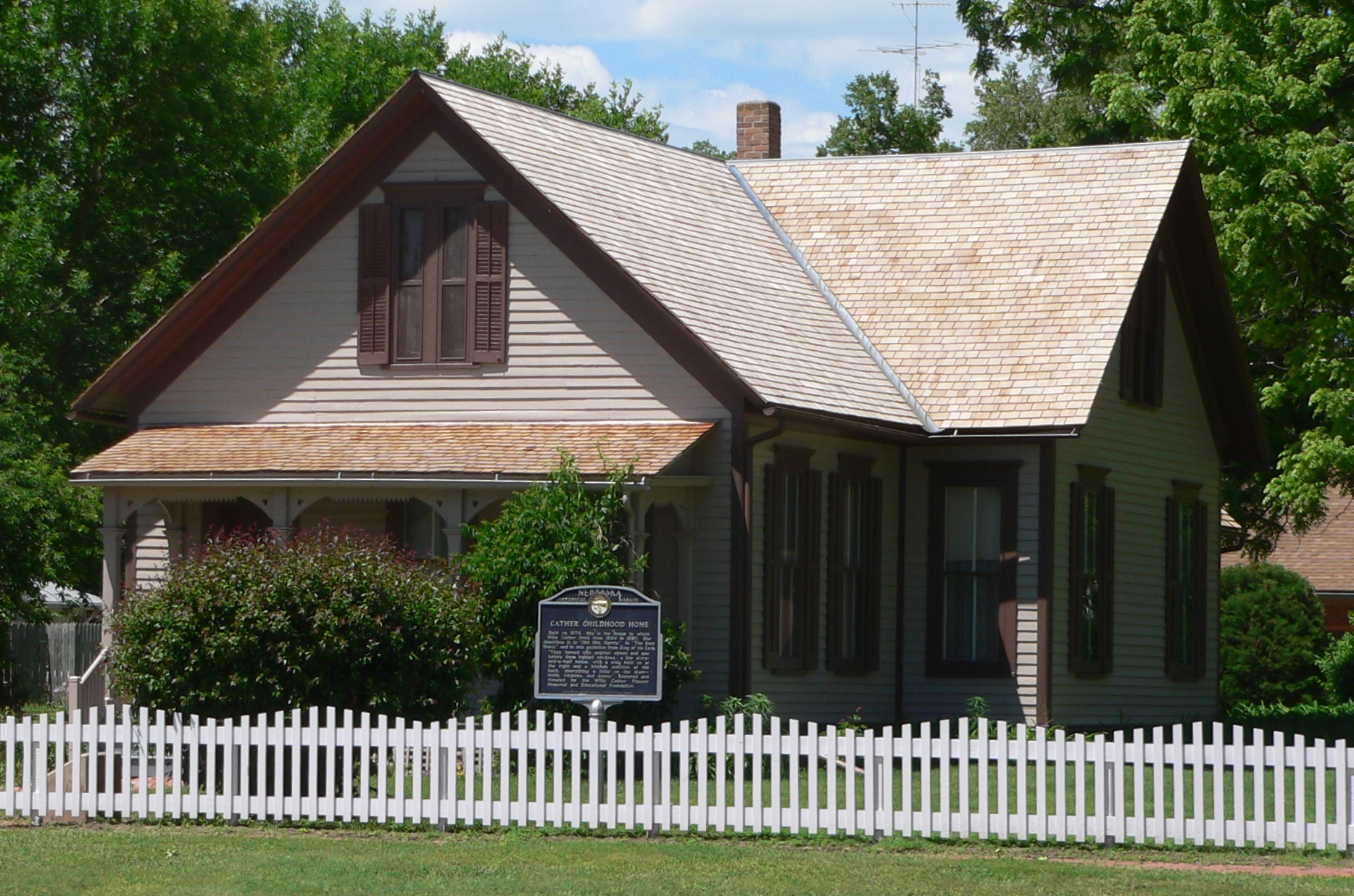
Willa Cather Childhood Home, Red Cloud, Nebraska

Cather nasceu em 1873 na fazenda de sua avó materna no Back Creek Valley, perto de Winchester, Virgínia. Seu pai era Charles Fectigue Cather. A família Cather é originária do País de Gales, o nome deriva de Cadair Idris, uma montanha Gwynedd.:3 Sua mãe era Mary Virginia Boak, uma ex-professora. Quando Cather completou doze meses de idade, a família mudou-se para Willow Shade, uma casa em estilo neoclássico grego em 130 acres dada a eles por seus avós paternos.
Mary Cather teve mais seis filhos depois de Willa: Roscoe, Douglass, Jessica, James, John e Elsie.:5–7 Cather era mais próxima dos irmãos do que das irmãs, de quem, segundo a biógrafa Hermione Lee, ela "parece não ter gostado muito".:36
A pedido dos pais de Charles Cather, a família mudou-se para Nebraska em 1883, quando Willa tinha nove anos. As terras agrícolas atraíram o pai de Charles, e a família desejava escapar dos surtos de tuberculose que eram galopantes na Virgínia.:30 O pai de Willa tentou a sorte na agricultura por dezoito meses, depois mudou a família para a cidade de Red Cloud, onde abriu um negócio imobiliário e de seguros, e as crianças frequentaram a escola pela primeira vez.:43 Alguns dos primeiros trabalhos de Cather foram publicados pela primeira vez no Red Cloud Chief, o jornal local da cidade, e Cather lia muito, tendo feito amizade com um casal judeu, os Wieners, que lhe ofereceram acesso gratuito à sua extensa biblioteca em Red Cloud. Ao mesmo tempo, ela fez visitas domiciliares com o médico local e decidiu se tornar uma cirurgiã. Por um curto período, ela assinou seu nome como William, mas isso foi rapidamente abandonado por Willa.
Em 1890, aos dezesseis anos, Cather se formou na Red Cloud High School. Ela se mudou para Lincoln, Nebraska, para se matricular na Universidade de Nebraska-Lincoln. Em seu primeiro ano, seu ensaio sobre Thomas Carlyle foi publicado no Nebraska State Journal sem seu conhecimento. Depois disso, ela publicou colunas por US$ 1 cada, dizendo que ver suas palavras impressas na página tinha "uma espécie de efeito hipnótico", empurrando-a a continuar escrevendo. Após essa experiência, ela se tornou uma colaboradora regular do Journal. Além de seu trabalho no jornal local, Cather atuou como editora principal do The Hesperian, o jornal estudantil da universidade, e se tornou escritora do Lincoln Courier. Enquanto estava na universidade, ela aprendeu matemática e fez amizade com John J. Pershing, que mais tarde se tornou General dos Exércitos e, como Cather, ganhou um Prêmio Pulitzer por seus escritos. Ela mudou seus planos de estudar ciências com o objetivo de se tornar médica, em vez disso, se formou como Bacharel em Artes em Inglês em 1895.:71
O tempo de Cather em Nebraska, ainda considerado um estado fronteiriço, foi uma experiência formativa para ela: ela ficou comovida com o ambiente e o clima dramáticos, a vastidão da pradaria e as várias culturas das famílias de imigrantes e nativos americanos na área.

## Vida e carreira
Em 1896, Cather foi contratada para escrever para uma revista feminina, Home Monthly, e mudou-se para Pittsburgh. Lá, ela escreveu artigos jornalísticos, contos e poesia. Um ano depois, após a venda da revista, ela se tornou editora de telégrafo e crítica do Pittsburgh Leader e frequentemente contribuía com poesia e contos para The Library, outra publicação local. Em Pittsburgh, ela ensinou latim, álgebra e composição em inglês na Central High School por um ano; ela então ensinou inglês e latim na Allegheny High School, onde veio a chefiar o departamento de inglês.
Pouco depois de se mudar para Pittsburgh, Cather escreveu contos, incluindo a publicação de "Tommy, the Unsentimental" no Home Monthly, sobre uma garota de Nebraska com um nome masculino que se parece com um menino e salva o negócio bancário de seu pai. Janis P. Stout chama essa história de uma das várias obras de Cather que "demonstram a especiosidade dos papéis de gênero rígidos e dão tratamento favorável a personagens que minam as convenções". Cather renunciou ao seu emprego no Pittsburgh Leader no final da primavera de 1900 antes de se mudar para Washington, DC naquele outono. Em abril de 1902, Cather publicou sua contribuição final para o Lincoln Courier antes de ir para o exterior com Isabelle McClung naquele verão. Seu primeiro livro, uma coleção de poesias chamada April Twilights, foi publicado em 1903. Pouco depois disso, em 1905, a primeira coleção de contos de Cather, The Troll Garden, foi publicada. Continha algumas de suas histórias mais famosas, incluindo "A Wagner Matinee", "The Sculptor's Funeral" e "Paul's Case".
Depois que Cather recebeu uma oferta de uma posição editorial na McClure's Magazine em 1906, ela se mudou para Nova York. Cather passou a maior parte de 1907 morando em Boston, enquanto trabalhava na McClure's, escrevendo uma série de artigos sobre a líder religiosa Mary Baker Eddy, embora a jornalista freelance Georgine Milmine tenha sido creditada como autora. Uma carta de 1993 descoberta nos arquivos da igreja da Ciência Cristã pela biógrafa de Eddy, Gillian Gill, revelou que Cather havia (talvez relutantemente) escrito os artigos 2 a 14 da série de 14 partes. Milmine havia realizado uma grande quantidade de pesquisas, mas não conseguiu produzir um manuscrito de forma independente, e a McClure's empregou Cather e alguns outros editores, incluindo Burton J. Hendrick, para ajudá-la. Esta biografia foi serializada na McClure's ao longo dos dezoito meses seguintes e depois publicada em forma de livro como The Life of Mary Baker G. Eddy and the History of Christian Science (atribuída à autora Georgina Milmine, confirmada apenas décadas mais tarde como Willa Cather).
McClure também serializou o primeiro romance de Cather, Alexander's Bridge (1912). Embora a maioria das críticas tenha sido favorável, como The Atlantic chamando a escrita de "hábil e habilidosa", a própria Cather logo viu o romance como fraco e superficial.
Cather seguiu Alexander's Bridge com seus três romances ambientados nas Grandes Planícies, que eventualmente se tornaram sucessos populares e de crítica: O Pioneers! (1913), The Song of the Lark (1915), e My Ántonia (1918), que são — tomados em conjunto — às vezes chamados de sua "Prairie Trilogy". É essa sucessão de romances baseados em planícies pela qual Cather foi celebrada por seu uso de linguagem simples sobre pessoas comuns. Sinclair Lewis, por exemplo, elogiou seu trabalho por tornar Nebraska disponível para o mundo todo pela primeira vez. Depois de escrever The Great Gatsby, F. Scott Fitzgerald lamentou que tenha sido um fracasso em comparação com My Ántonia.

### Década de 1920
Ainda em 1920, Cather ficou insatisfeita com o desempenho de sua editora, Houghton Mifflin, que dedicou um orçamento de publicidade de apenas US$ 300 para My Ántonia, e se recusou a pagar por todas as ilustrações que encomendou para o livro de Władysław T. Benda. Além do mais, a qualidade física dos livros era ruim. Naquele ano, ela recorreu à jovem editora, Alfred A. Knopf, que tinha a reputação de apoiar seus autores por meio de campanhas publicitárias. Ela também gostou da aparência de seus livros e ficou impressionada com sua edição de Green Mansions de William Henry Hudson. Ela gostou tanto do estilo deles que todos os seus livros Knopf da década de 1920 - exceto por uma impressão de sua coleção de contos Youth and the Bright Medusa - combinaram em design em sua segunda impressão e subsequentes.
Nessa época, Cather estava firmemente estabelecida como uma grande escritora americana, recebendo o Prémio Pulitzer em 1923 por seu romance baseado na Primeira Guerra Mundial, One of Ours. Ela seguiu com o popular Death Comes for the Archbishop em 1927, vendendo 86.500 cópias em apenas dois anos, e que foi incluído na Modern Library 100 Best Novels of the twenty century. Dois de seus outros três romances da década — A Lost Lady e The Professor's House — elevaram seu status literário dramaticamente. Ela foi convidada para dar centenas de palestras ao público, ganhou royalties significativos e vendeu os direitos do filme A Lost Lady. Seu outro romance da década, My Mortal Enemy de 1926, não recebeu aclamação generalizada — e, de fato, nem ela nem sua companheira de vida, Edith Lewis, fizeram menção significativa a ele mais tarde em suas vidas.
Apesar de seu sucesso, ela foi alvo de muitas críticas, principalmente em torno de One of Ours. Sua amiga íntima, Elizabeth Shepley Sergeant, viu o romance como uma traição às realidades da guerra, não entendendo como "preencher a lacuna entre a visão de guerra idealizada de [Cather] ... e minhas próprias impressões nítidas da guerra vivida". Da mesma forma, Ernest Hemingway discordou de sua representação da guerra, escrevendo em uma carta de 1923: "A última cena [do romance] nas linhas não foi maravilhosa? Você sabe de onde veio? A cena de batalha em Birth of a Nation. Identifiquei episódio após episódio, Catherized. Pobre mulher, ela teve que obter sua experiência de guerra em algum lugar".
Em 1929, ela foi eleita para a Academia Americana de Artes e Letras.

### Década de 1930
Na década de 1930, uma parcela cada vez maior de críticos começou a descartá-la como excessivamente romântica e nostálgica, incapaz de lidar com questões contemporâneas: Granville Hicks, por exemplo, acusou Cather de escapar para um passado idealizado para evitar confrontar os problemas do presente. E foi particularmente no contexto das dificuldades da Grande Depressão em que seu trabalho foi visto como carente de relevância social. Da mesma forma, os críticos - e a própria Cather— ficaram desapontados quando seu romance A Lost Lady foi transformado em filme; o filme tinha pouca semelhança com o romance.
A política conservadora de Cather ao longo da vida, apelando a críticos como Mencken, Randolph Bourne e Carl Van Doren, azedou sua reputação com críticos mais jovens, muitas vezes de esquerda, como Hicks e Edmund Wilson. Apesar dessa oposição crítica ao seu trabalho, Cather continuou sendo uma escritora popular cujos romances e coleções de contos continuaram a vender bem; em 1931, Shadows on the Rock foi o romance mais lido nos Estados Unidos, e Lucy Gayheart se tornou um best-seller em 1935.
Embora Cather tenha feito sua última viagem a Red Cloud em 1931 para uma reunião familiar após a morte de sua mãe, ela manteve contato com seus amigos de Red Cloud e enviou dinheiro para Annie Pavelka e outras famílias durante os anos da Depressão. Em 1932, Cather publicou Obscure Destinies, sua coleção final de contos, que continha "Neighbour Rosicky", uma de suas histórias mais conceituadas. Naquele mesmo verão, ela se mudou para um novo apartamento na Park Avenue com Edith Lewis e, durante uma visita a Grand Manan, ela provavelmente começou a trabalhar em seu próximo romance, Lucy Gayheart. Ela foi eleita para a American Philosophical Society em 1934.
Cather sofreu duas perdas devastadoras em 1938. Em junho, seu irmão favorito, Douglass, morreu de um ataque cardíaco. Cather estava muito triste para comparecer ao funeral. Quatro meses depois, Isabelle McClung morreu. Cather e McClung viviam juntas quando Cather chegou a Pittsburgh, e enquanto McClung acabou se casando e se mudando com o marido para Toronto, as duas mulheres permaneceram amigas devotadas. Cather escreveu que Isabelle era a pessoa para quem ela escreveu todos os seus livros.

### Anos finais
Durante o verão de 1940, Cather e Lewis foram a Grand Manan pela última vez, e Cather terminou seu último romance, Sapphira and the Slave Girl, um livro muito mais sombrio em tom e assunto do que seus trabalhos anteriores. Embora Sapphira seja entendida pelos leitores como carente de senso moral e incapaz de evocar empatia, o romance foi um grande sucesso crítico e comercial, com uma impressão antecipada de 25.000 cópias. Foi então adotado pelo Book of the Month Club, que comprou mais de 200.000 cópias. Sua história final, "The Best Years", pretendida como um presente para seu irmão, foi retrospectiva. Continha imagens ou “lembranças” de cada um dos seus doze romances publicados e dos contos de Obscure Destinies.
Embora um tendão inflamado em sua mão tenha dificultado sua escrita, Cather conseguiu terminar uma parte substancial de um romance ambientado em Avignon, França. Ela o intitulou Hard Punishments e o situou no século XIV, durante o reinado do antipapa Bento XIV. Ela foi eleita membro da Academia Americana de Artes e Ciências em 1943. No mesmo ano, ela executou um testamento que proibia a publicação de suas cartas e a dramatização de suas obras. Em 1944, ela recebeu a medalha de ouro de ficção do Instituto Nacional de Artes e Letras, um prêmio de prestígio concedido às realizações totais de um autor.
Cather foi diagnosticada com câncer de mama em dezembro de 1945 e passou por uma mastectomia em 14 de janeiro de 1946.:294–295 No início de 1947, seu câncer havia se espalhado para o fígado, tornando-se câncer em estágio IV. Em 24 de abril de 1947, Cather morreu de hemorragia cerebral aos 73 anos em sua casa na 570 Park Avenue em Manhattan. Após a morte de Cather, Edith Lewis destruiu o manuscrito de Hard Punishments de acordo com as instruções de Cather. Ela está enterrada no canto sudoeste do antigo cemitério de Jaffrey, New Hampshire, um lugar que ela visitou pela primeira vez quando se juntou a Isabelle McClung e seu marido, o violinista Jan Hambourg, no Shattuck Inn. Lewis foi enterrado ao lado de Cather cerca de 25 anos depois.

## Vida pessoal

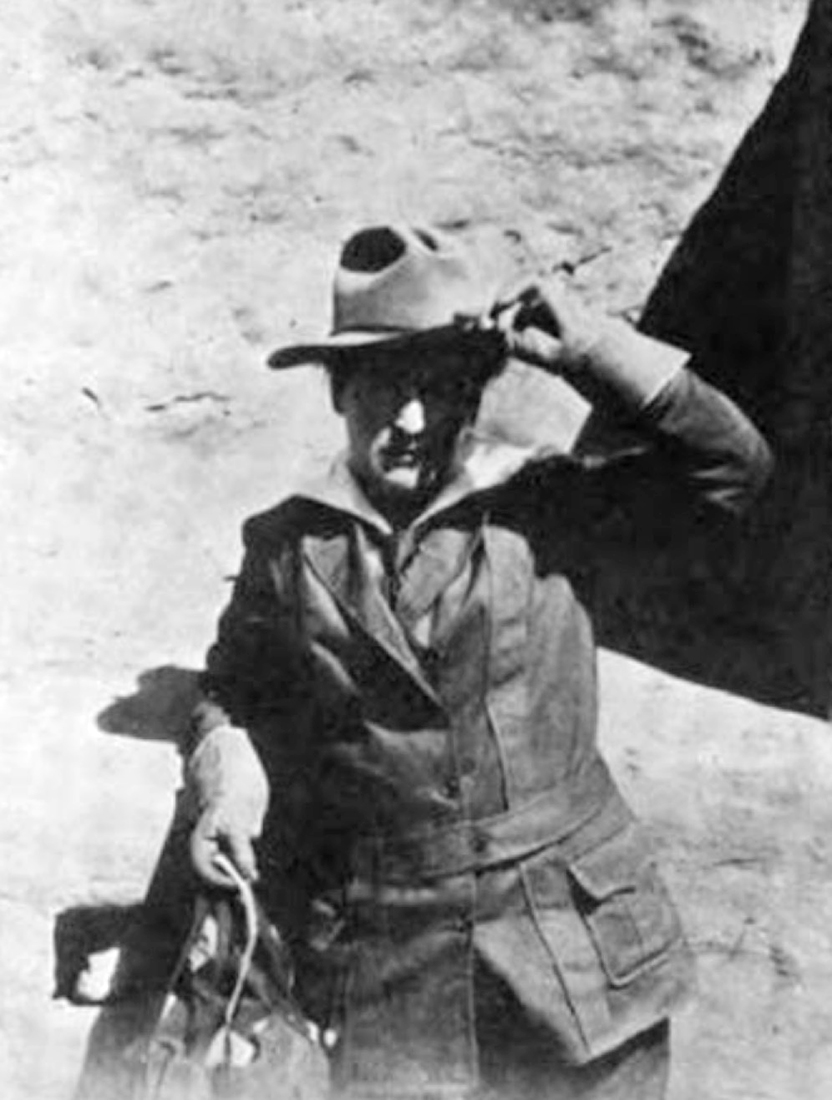
Willa Cather nas terras de Mesa Verde, c. 1915

Os estudiosos discordam sobre a identidade sexual de Cather. Alguns acreditam que é impossível ou anacrônico determinar se ela tinha atração pelo mesmo sexo, enquanto outros discordam. A pesquisadora Deborah Carlin sugere que a negação de Cather ser lésbica está enraizada no tratamento do desejo pelo mesmo sexo "como um insulto a Cather e sua reputação", em vez de uma perspectiva histórica neutra. Melissa Homestead argumentou que Cather se sentia atraída por Edith Lewis e, ao fazê-lo, perguntou: "Que tipo de evidência é necessária para estabelecer isso como um relacionamento lésbico? Fotografias das duas na cama juntas? Ela era parte integrante da vida de Cather, criativa e pessoalmente." Além de seus próprios relacionamentos com mulheres, a dependência de Cather em personagens masculinos tem sido usada para apoiar a ideia de sua atração pelo mesmo sexo. Harold Bloom a chama de "eroticamente evasiva em sua arte" devido aos "tabus sociais" prevalecentes.
Em qualquer caso, ao longo da vida adulta de Cather, seus relacionamentos mais próximos foram com mulheres. Entre elas, sua amiga de faculdade Louise Pound; a socialite de Pittsburgh Isabelle McClung, com quem Cather viajou para a Europa e em cuja casa em Toronto ela ficou para visitas prolongadas; a cantora de ópera Olive Fremstad; e, mais notavelmente, a editora Edith Lewis, com quem Cather viveu os últimos 39 anos de sua vida.
O relacionamento de Cather com Lewis começou no início dos anos 1900. Eles viveram juntos em uma série de apartamentos na cidade de Nova York de 1908 até a morte de Cather em 1947. De 1913 a 1927, Cather e Lewis viveram no nº 5 da Bank Street em Greenwich Village. Eles se mudaram quando o apartamento estava programado para demolição durante a construção da linha Broadway-Seventh Avenue New York City Subway (agora os trens 1, 2 e 3). Embora Lewis tenha sido selecionada como curadora literária do espólio de Cather, ela não era apenas uma secretária dos documentos de Cather, mas uma parte integrante do processo criativo de Cather.
A partir de 1922, Cather passou os verões na ilha de Grand Manan, em New Brunswick, onde comprou uma casa de campo em Whale Cove, na Baía de Fundy. É aqui que seu conto "Before Breakfast" se passa. Ela valorizava o isolamento da ilha e não se importava que sua casa não tivesse encanamento interno nem eletricidade. Qualquer pessoa que desejasse contatá-la poderia fazê-lo por telégrafo ou correio.Em 1940, ela parou de visitar Grand Manan após a entrada do Canadá na Segunda Guerra Mundial, pois viajar era consideravelmente mais difícil; ela também começou uma longa recuperação de uma cirurgia na vesícula biliar em 1942 que restringiu as viagens.:266–268
Uma pessoa resolutamente reservada, Cather destruiu muitos rascunhos, documentos pessoais e cartas, pedindo que outros fizessem o mesmo. Embora muitos tenham cumprido, alguns não o fizeram. Seu testamento restringiu a capacidade dos acadêmicos de citar os documentos pessoais que permanecem. Mas em abril de 2013, The Selected Letters of Willa Cather — uma coleção de 566 cartas que Cather escreveu para amigos, familiares e conhecidos literários como Thornton Wilder e F. Scott Fitzgerald — foi publicada, dois anos após a morte do sobrinho de Cather e segundo executor literário, Charles Cather. A correspondência de Willa Cather revelou a complexidade de seu caráter e mundo interior. As cartas não revelam nenhum detalhe íntimo sobre a vida pessoal de Cather, mas "deixam claro que [seus] principais apegos emocionais eram com mulheres". O Willa Cather Archive da Universidade de Nebraska–Lincoln trabalha para digitalizar todo o seu corpo de escritos, incluindo correspondência privada e trabalhos publicados. Em 2021, cerca de 2.100 cartas foram disponibilizadas gratuitamente ao público, além da transcrição de seus próprios escritos publicados.

## Influências da escrita
Cather admirava o uso da linguagem e da caracterização de Henry James. Embora Cather gostasse dos romances de várias mulheres — incluindo George Eliot, as Brontës e Jane Austen — ela considerava a maioria das escritoras com desdém, julgando-as excessivamente sentimentais. Uma exceção contemporânea foi Sarah Orne Jewett, que se tornou amiga e mentora de Cather. Jewett aconselhou Cather sobre várias coisas: usar narradoras femininas em sua ficção (embora Cather preferisse usar perspectivas masculinas), escrever sobre seu "próprio país" (O Pioneers! foi dedicado a Jewett), e escrever ficção que representasse explicitamente a atração romântica entre mulheres. Cather também foi influenciada pelo trabalho de Katherine Mansfield, elogiando em um ensaio a capacidade de Mansfield de "lançar um raio luminoso no reino sombrio dos relacionamentos pessoais".
A alta consideração de Cather pelas famílias imigrantes que forjavam vidas e enfrentavam dificuldades nas planícies de Nebraska moldou grande parte de sua ficção. O Burlington Depot em Red Cloud trouxe muitas pessoas estranhas e maravilhosas para sua pequena cidade. Quando criança, ela visitava famílias imigrantes em sua área e voltava para casa "no mais irracional estado de excitação", sentindo que "tinha entrado na pele de outra pessoa".:169–170 Após uma viagem a Red Cloud em 1916, Cather decidiu escrever um romance baseado nos eventos da vida de sua amiga de infância Annie Sadilek Pavelka, uma garota boêmia que se tornou o modelo para o personagem-título em My Ántonia. Cather também era fascinada pelos pioneiros franco-canadenses de Quebec que se estabeleceram na área de Red Cloud quando ela era uma menina.
Durante uma breve parada em Quebec com Edith Lewis em 1927, Cather foi inspirada a escrever um romance ambientado naquela cidade franco-canadense. Lewis relembrou: "Desde o primeiro momento em que olhou para baixo das janelas do [Chateau] Frontenac [Hotel] para os telhados pontiagudos e contornos normandos da cidade de Quebec, Willa Cather não ficou apenas comovida e encantada — ela ficou impressionada com a enxurrada de memórias, reconhecimento, suposição que evocou; pelo senso de seu extraordinário caráter francês, isolado e mantido intacto por centenas de anos, como se por um milagre, neste grande continente não francês." Cather terminou seu romance Shadows on the Rock, um romance histórico ambientado no Quebec do século XVII, em 1931; mais tarde foi incluído na lista da revista Life dos 100 livros de destaque de 1924–1944. A influência francesa é encontrada em muitas outras obras de Cather, incluindo Death Comes for the Archbishop (1927) e seu último romance inacabado ambientado em Avignon, Hard Punishments.

## Estilo literário e recepção
Embora Cather tenha começado sua carreira de escritora como jornalista, ela fez uma distinção entre jornalismo, que ela via como sendo principalmente informativo, e literatura, que ela via como uma forma de arte.:27 O trabalho de Cather é frequentemente marcado por — e criticado por— seu tom nostálgico e temas extraídos de memórias de seus primeiros anos nas planícies americanas. Consequentemente, um senso de lugar é parte integrante de seu trabalho: noções de terra, a fronteira, pioneirismo e relacionamentos com paisagens ocidentais são recorrentes. Mesmo quando suas heroínas foram colocadas em um ambiente urbano, a influência do lugar foi crítica, e a maneira como esse poder foi exibido por meio do layout da sala e do mobiliário é evidente em seus romances como My Mortal Enemy. Embora ela dificilmente se limitasse a escrever exclusivamente sobre o Centro-Oeste, Cather é virtualmente inseparável da identidade do Centro-Oeste que ela cultivou ativamente (embora ela não fosse uma "nativa" do Centro-Oeste). Embora se diga que Cather alterou significativamente sua abordagem literária em cada um de seus romances, essa postura não é universal; alguns críticos acusaram Cather de estar fora de contato com seu tempo e de não usar técnicas mais experimentais em sua escrita, como fluxo de consciência. Ao mesmo tempo, outros tentaram colocar Cather ao lado dos modernistas, apontando os efeitos extremos de seu romantismo aparentemente simples ou reconhecendo seu próprio "meio-termo":
Ela havia formado e amadurecido suas ideias sobre arte antes de escrever um romance. Ela não tinha mais motivos para seguir Gertrude Stein e James Joyce, cujo trabalho ela respeitava, do que eles para segui-la. Seu estilo resolve os problemas nos quais ela estava interessada. Ela queria ficar no meio do caminho entre os jornalistas cuja objetividade onisciente acumula mais fatos do que qualquer personagem poderia notar e o romancista psicológico cujo uso de histórias de ponto de vista subjetivo distorce a realidade objetiva. Ela desenvolveu sua teoria em um meio termo, selecionando fatos da experiência com base no sentimento e, em seguida, apresentando a experiência em um estilo lúcido e objetivo.
O romancista inglês A. S. Byatt escreveu que com cada obra Cather reinventou a forma do romance para investigar as mudanças na condição humana ao longo do tempo. Particularmente em seus romances de fronteira, Cather escreveu sobre a beleza e o terror da vida. Como os personagens exilados de Henry James, um autor que teve uma influência significativa sobre o autor, a maioria dos personagens principais de Cather vive como imigrantes exilados, identificando-se com o "senso de desabrigo e exílio" dos imigrantes seguindo seus próprios sentimentos de exílio vivendo na fronteira. É por meio de seu envolvimento com seu ambiente que eles ganham sua comunidade. Susan J. Rosowski escreveu que Cather foi talvez a primeira a conceder aos imigrantes uma posição respeitável na literatura americana.

## Legado
Em 1962, Willa Cather foi introduzida no Hall da Fama de Nebraska.
Em 1973, o Serviço Postal dos Estados Unidos emitiu um selo postal em sua homenagem.
Em 1974, ela foi introduzida no Hall dos Grandes Ocidentais.
Em 1986, ela foi introduzida no Hall da Fama do Museu Nacional da Cowgirl e no Hall da Fama.
Em 1988, ela foi introduzida no Hall da Fama Nacional das Mulheres.
Em 2000, ela foi nomeada uma das Mulheres da Virgínia na História.
Em 2023, o estado americano de Nebraska doou uma escultura de bronze de Cather de Littleton Alston para a National Statuary Hall Collection. A estátua está instalada no Capitol Visitors Center do Capitólio dos Estados Unidos, em Washington, D.C..
- Um busto de Cather criado em 1962 por Paul Swan para o Hall da Fama de Nebraska.
- Um selo postal em homenagem a Cather, emitido pelo Serviço Postal dos Estados Unidos em 1973.
- Uma estátua de Cather, parte da National Statuary Hall Collection, localizada no Capitol Visitors Center do Capitólio dos Estados Unidos.
- Willa Cather Memorial Prairie no Webster County, Nebraska.

### Bibliotecas
- Willa Cather Review na Willa Cather Foundation
- Special Collections & Archives no National Willa Cather Center
- Willa Cather Archive na University of Nebraska-Lincoln
- Cópia Willa Cather Collection arquivada em 2 de dezembro de 2006. na Nebraska State Historical Society
- Willa Cather Collection na Drew University
- Willa Cather–Irene Miner Weisz Papers Arquivado em 2021-04-29 no Wayback Machine na Newberry Library
- Benjamin D. Hitz–Willa Cather Papers Arquivado em maio 6, 2021, no Wayback Machine da Newberry Library
- Ann Safford Mandel collection of Willa Cather papers na Mortimer Rare Book Collection

### Edições online
- Willa Cather na StandardEbooks
- Willa Cather no Project Gutenberg
- Willa Cather na FadedPage
- Obras de ou sobre Willa Cather no Internet Archive
- Willa Cather no Librivox
- Willa Cather no Poets' Corner